# Aliza Bin-Noun

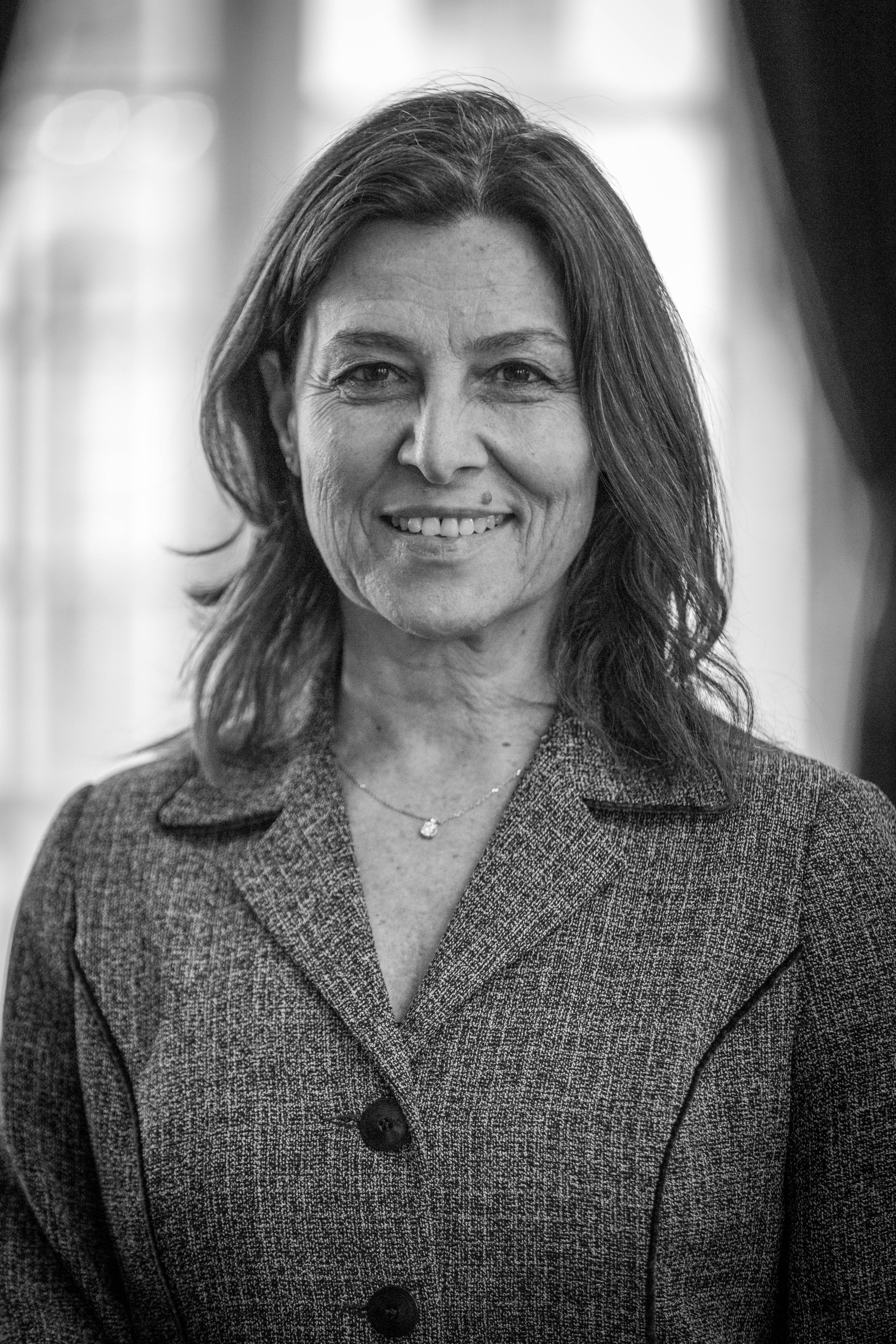
Aliza Bin-Noun (2016)

Aliza Bin-Noun (hebräisch עליזה בן-נון) ist eine israelische Diplomatin.

## Leben
Bin-Noun wurde als Tochter ungarischer Holocaustüberlebender im rumänischen Siebenbürgen geboren. Ihre Großeltern wurden in Auschwitz ermordet. Im Alter von sieben Jahren zog sie mit ihrer Familie nach Israel, wo sie in Nahariya aufwuchs. Sie studierte von 1981 bis 1986 an der Hebräischen Universität in Jerusalem, erhielt dort 1984 einen Bachelor-Abschluss in Internationalen Beziehungen und in Französistik sowie 1986 einen Master-Abschluss in Afrikastudien.
Anschließend trat Bin-Noun in den auswärtigen Dienst Israels. Nach der zweijährigen Diplomatenausbildung des Außenministeriums wurde sie 1988 als zweite Botschaftssekretärin nach Swasiland entsandt, wo sie bis 1993 stationiert war. Es folgten ein Einsatz als Botschaftsrätin für politische Angelegenheiten in Kopenhagen (1995–1999) und verschiedene Posten im Außenministerium in Jerusalem. 
2007 wurde sie die israelische Botschafterin in Ungarn. Dieses Amt bekleidete sie bis 2011. 2012 wurde sie Leiterin des Büros des israelischen Außenministers Avigdor Liberman. Von 2015 bis 2019 war Bin-Noun die israelische Botschafterin in Frankreich, zugleich war sie auch in Monaco akkreditiert. Mit Ende des Jahres 2019 wurde ihre Stelle als Botschafterin in Frankreich, die zuvor bereits im Sommer einmal verlängert worden war, von der israelischen Regierung nicht abermals verlängert, weshalb Aliza Bin-Noun mit Ablauf des Jahres nach Israel zurückkehrte.
Bin-Noun ist verheiratet und Mutter zweier Kinder.